# سيهي قن رع
كان سيهي قن رع سانكتباهي (بالإنجليزية: Seheqenre Sankhptahi) فرعونًا من الأسرة الثالثة عشر الأخيرة، ومن المحتمل أن يكون الملك الرابع والخمسون أو الخامس والخمسون لهذه السلالة. على الأرجح حكم لفترة قصيرة فوق منطقة ممفيس خلال منتصف القرن السابع عشر قبل الميلاد، بعض الوقت بين 1663 قبل الميلاد و 1649 قبل الميلاد.